# Động đất Amatrice 2017
Động đất Amatrice 2017 (tiếng Anh: January 2017 Central Italy earthquakes) là trận động đất xảy ra vào lúc 11:14:10 (CET), ngày 18 tháng 1 năm 2017. Trận động đát có cường độ 5,7 Mw, tâm chấn độ sâu khoảng 7 km. Hậu quả trận động đất đã làm 34 người thiệt mạng.